# 曾家賢
曾家賢（1981年12月11日—），為台灣的棒球選手之一，曾效力於中華職棒中信鯨隊，守備位置為一壘手。

## 經歷
- 台中市太平國小少棒隊
- 台中市中山國中青少棒隊
- 台北市華興中學青棒隊
- 嘉義農專棒球隊→嘉義技術學院棒球隊
- 大葉大學棒球隊
- 國立體育學院棒球隊（台啤）
- 國家儲訓棒球隊（2004年）
- 中華職棒中信鯨隊代訓球員
- 中華職棒中信鯨隊（2006年－2008年）
- 台中市大檸檬野球屋慢速壘球隊
- 台中市上緣食品壘球隊教練
- 台中縣黑社會鰻魚棒球隊
- 台中市大檸檬棒球隊總教練兼球員
- 霧峰棒球隊打擊教練兼球員

## 職棒生涯成績
| 年度   | 球隊   | 出賽 | 打數 | 安打 | 全壘打 | 打點 | 盜壘 | 四死 | 三振 | 壘打數 | 雙殺打 | 打擊率 |
| ------ | ------ | ---- | ---- | ---- | ------ | ---- | ---- | ---- | ---- | ------ | ------ | ------ |
| 2006年 | 中信鯨 | 7    | 11   | 2    | 0      | 2    | 0    | 1    | 7    | 5      | 0      | 0.182  |
| 2007年 | 中信鯨 | 51   | 91   | 22   | 0      | 9    | 0    | 9    | 32   | 28     | 2      | 0.242  |
| 2008年 | 中信鯨 | 71   | 201  | 48   | 4      | 32   | 0    | 29   | 55   | 71     | 6      | 0.239  |
| 合計   | 3年    | 129  | 303  | 72   | 4      | 43   | 0    | 39   | 94   | 104    | 8      | 0.238  |

## 特殊事蹟
- 2006年4月5日，中職一軍初登場，在新莊棒球場面對誠泰COBRAS隊的比賽中代打上場，擊出帶有2分打點的二壘安打。
- 2006年4月23日，中職一軍初先發，在台南市立棒球場出戰統一獅隊，擔任第七棒指定打擊，3打數1安打。
- 2008年5月8日，在台南市立棒球場面對統一7-ELEVEn獅隊投手葛雷，擊出左中外野方向三分打點全壘打，為中職生涯首轟。

## 外部連結
- 曾家賢在台灣棒球維基館上的頁面（繁體中文）
- 曾家賢在中華職棒
- 曾家賢在Baseball-Reference.com（小聯盟以及海外聯盟）（英语）